# Lista odcinków serialu Unforgettable: Zapisane w pamięci
Poniżej znajduje się lista odcinków serialu telewizyjnego Unforgettable: Zapisane w pamięci – emitowanego przez amerykańską stację telewizyjną CBS od 20 września 2011 roku do 14 września 2014 roku. Od czwartego sezonu serial jest emitowany przez A&E.  W Polsce natomiast przez stację AXN od 8 listopada 2011 r.  

## Przegląd serii
| Seria | Seria | Odcinki | Premiera          | Finał            | Premiera            | Finał           | Wydania DVD    | Wydania DVD      | Wydania DVD         |
| Seria | Seria | Odcinki | Premiera          | Finał            | Premiera            | Finał           | Region 1       | Region 2         | Region 4            |
| ----- | ----- | ------- | ----------------- | ---------------- | ------------------- | --------------- | -------------- | ---------------- | ------------------- |
|       | 1     | 22      | 20 września 2011  | 8 maja 2012      | 8 listopada 2011    | 27 czerwca 2012 | 9 czerwca 2013 | 10 września 2012 | 3 października 2012 |
|       | 2     | 13      | 28 lipca 2013     | 9 maja 2014      | 4 października 2013 | 21 marca 2014   | brak danych    | brak danych      | brak danych         |
|       | 3     | 13      | 29 czerwca 2014   | 14 września 2014 | 16 marca 2015       | 3 czerwca 2015  | brak danych    | brak danych      | brak danych         |
|       | 4     | 13      | 27 listopada 2015 | 22 stycznia 2016 | brak danych         | brak danych     | brak danych    | brak danych      | brak danych         |

## Sezon 1 (2011-2012)[1]
| №  | Nr | Tytuł                        | Reżyseria         | Scenariusz                     | Premiera (CBS)       | Premiera w Polsce (AXN) |
| -- | -- | ---------------------------- | ----------------- | ------------------------------ | -------------------- | ----------------------- |
| 1  | 1  | Pilot                        | Niels Arden Oplev | Ed Redlich John Bellucci       | 20 września 2011     | 8 listopada 2011        |
| 2  | 2  | Heroes                       | Niels Arden Oplev | Sherri Cooper Jennifer Levin   | 27 września 2011     | 15 listopada 2011       |
| 3  | 3  | Check Out Time               | John Coles        | Joan B. Weiss                  | 4 października 2011  | 22 listopada 2011       |
| 4  | 4  | Up In Flames                 | Niels Arden Oplev | Michael Foley Erik Oleson      | 11 października 2011 | 29 listopada 2011       |
| 5  | 5  | With Honor                   | Peter Werner      | Erik Oleson                    | 18 października 2011 | 6 grudnia 2011          |
| 6  | 6  | Friended                     | Niels Arden Oplev | Sherri Cooper Jennifer Levin   | 25 października 2011 | 13 grudnia 2011         |
| 7  | 7  | Road Block                   | Jean de Segonzac  | Heather Bellson Christal Henry | 1 listopada 2011     | 20 grudnia 2011         |
| 8  | 8  | Lost Things                  | John Showalter    | Jan Nash                       | 8 listopada 2011     | 15 lutego 2012          |
| 9  | 9  | Golden Bird                  | Paul Holahan      | Michael Foley                  | 15 listopada 2011    | 22 lutego 2012          |
| 10 | 10 | Trajectories                 | Anna Foerster     | Erik Oleson                    | 22 listopada 2011    | 29 lutego 2012          |
| 11 | 11 | Spirited Away                | Karen Gaviola     | Joan B. Weiss                  | 13 grudnia 2011      | 7 marca 2012            |
| 12 | 12 | Butterfly Effect             | Jace Alexander    | Sam Montgomery                 | 2 stycznia 2012      | 14 marca 2012           |
| 13 | 13 | Brotherhood                  | John Coles        | Jim Adler                      | 10 stycznia 2012     | 21 marca 2012           |
| 14 | 14 | Carrie's Caller              | Aaron Lipstadt    | Ed Redlich John Bellucci       | 7 lutego 2012        | 28 marca 2012           |
| 15 | 15 | The Following Sea            | Oz Scott          | Jan Nash Michael Foley         | 14 lutego 2012       | 4 kwietnia 2012         |
| 16 | 16 | Heartbreak                   | Anna Foerster     | Spencer Hudnut                 | 21 lutego 2012       | 11 kwietnia 2012        |
| 17 | 17 | Blind Alleys                 | Peter Werner      | Erik Oleson Heather Bellson    | 28 lutego 2012       | 18 kwietnia 2012        |
| 18 | 18 | The Comeback                 | Jean de Segonzac  | Michael Foley Christal Henry   | 20 marca 2012        | 25 kwietnia 2012        |
| 19 | 19 | Allegiances                  | Oz Scott          | Joan B. Weiss                  | 27 marca 2012        | 6 czerwca 2012          |
| 20 | 20 | You Are Here                 | Jean de Segonzac  | Jim Adler                      | 10 kwietnia 2012     | 13 czerwca 2012         |
| 21 | 21 | Endgame część 1              | Ken Girotti       | Jan Nash Steven Maeda          | 1 maja 2012          | 20 czerwca 2012         |
| 22 | 22 | The Man in the Woods część 2 | John Coles        | Ed Redlich John Bellucci       | 8 maja 2012          | 27 czerwca 2012         |

## Sezon 2 (2013-2014)
W Polsce drugi sezon "Unforgettable" od 4 października 2013 roku będzie emitowany w AXN
| №  | Nr | Tytuł              | Reżyseria         | Scenariusz               | Premiera (CBS)   | Premiera w Polsce (AXN) |
| -- | -- | ------------------ | ----------------- | ------------------------ | ---------------- | ----------------------- |
| 23 | 1  | Big Time           | Jean de Segonzac  | Ed Redlich John Bellucci | 28 lipca 2013    | 4 października 2013     |
| 24 | 2  | Incognito          | Seith Mann        | Spencer Hudnut           | 4 sierpnia 2013  | 11 października 2013    |
| 25 | 3  | Day of the Jackie  | Paul Holohan      | Wendy Battles            | 11 sierpnia 2013 | 18 października 2013    |
| 26 | 4  | Memory Kings       | Peter Werner      | Sam Montgomery           | 18 sierpnia 2013 | 25 października 2013    |
| 27 | 5  | Past Tense         | Matt Earl Beesley | Barry Schindel           | 25 sierpnia 2013 | 1 listopada 2013        |
| 28 | 6  | Line Up or Shut Up | Peter Werner      | Sam Montgomery           | 1 września 2013  | 8 listopada 2013        |
| 29 | 7  | Maps and Legends   | Jean de Segonzac  | Quinton Peeples          | 8 września 2013  | 15 listopada 2013       |
| 30 | 8  | Manhunt            | David Platt       | Barry M. Schkolnick      | 4 kwietnia 2014  | 22 listopada 2013       |
| 31 | 9  | East of Islip      | Oz Scott          | Wendy Battles            | 11 kwietnia 2014 | 29 listopada 2013       |
| 32 | 10 | Till Death         | Jan Eliasberg     | Barry Schindel           | 18 kwietnia 2014 | 28 lutego 2014          |
| 33 | 11 | Omega Hour         | Rick Bota         | Spencer Hudnut           | 25 kwietnia 2014 | 7 marca 2014            |
| 34 | 12 | Flesh and Blood    | Jean de Segonzac  | Bill Chais               | 2 maja 2014      | 14 marca 2014           |
| 35 | 13 | Reunion            | Paul Holahan      | John Bellucci Bill Chais | 9 maja 2014      | 21 marca 2014           |

## Sezon 3 (2014)
| №  | Nr | Tytuł            | Reżyseria         | Scenariusz                    | Premiera (CBS)   | Premiera w Polsce (AXN) |
| -- | -- | ---------------- | ----------------- | ----------------------------- | ---------------- | ----------------------- |
| 36 | 1  | New Hundred      | Peter Werner      | Ed Decter Spencer Hudnut      | 29 czerwca 2014  | 16 marca 2015           |
| 37 | 2  | The Combination  | Matt Earl Beesley | Daniele Nathanson             | 6 lipca 2014     | 23 marca 2015           |
| 38 | 3  | The Haircut      | Matthew Penn      | Quinton Peeples               | 13 lipca 2014    | 25 marca 2015           |
| 39 | 4  | Cashing Out      | Jean de Segonzac  | Spencer Hudnut                | 20 lipca 2014    | 1 kwietnia 2015         |
| 40 | 5  | A Moveable Feast | Andy Wolk         | Gina Gold Aurorae Khoo        | 27 lipca 2014    | 8 kwietnia 2015         |
| 41 | 6  | Stray Bullet     | Christine Moore   | Michael Reisz                 | 3 sierpnia 2014  | 15 kwietnia 2015        |
| 42 | 7  | Throwing Shade   | Paul Holahan      | Michael Reisz                 | 17 sierpnia 2014 | 22 kwietnia 2015        |
| 43 | 8  | The Island       | Oz Scott          | Michael Reisz                 | 24 sierpnia 2014 | 29 kwietnia 2015        |
| 44 | 9  | Admissions       | Michael Pressman  | Sean Crouch                   | 30 sierpnia 2014 | 6 maja 2015             |
| 45 | 10 | Fire and Ice     | Darnell Martin    | Ed Decter Quinton Peeples     | 31 sierpnia 2014 | 13 maja 2015            |
| 46 | 11 | True Identity    | Nick Gomez        | Sean Crouch Daniele Nathanson | 7 września 2014  | 20 maja 2015            |
| 47 | 12 | Moving On        | Paul Holohan      | Louisa Hill Spencer Hudnut    | 14 września 2014 | 27 maja 2015            |
| 48 | 13 | DOA              | Matt Earl Beesley | Quinton Peeples               | 14 września 2014 | 3 czerwca 2015          |

## Sezon 4 (2015-2016)
| №  | Nr | Tytuł                  | Reżyseria         | Scenariusz                            | Premiera (A&E)    |
| -- | -- | ---------------------- | ----------------- | ------------------------------------- | ----------------- |
| 49 | 1  | Blast from the Past    | Matt Earl Beesley | Ed Redlich, John Bellucci, Bill Chais | 27 listopada 2015 |
| 50 | 2  | Gut Check              | Jace Alexander    | Spencer Hudnut                        | 27 listopada 2015 |
| 51 | 3  | Behind The Beat        | Matt Earl Beesley | Karen Campbell                        | 4 grudnia 2015    |
| 52 | 4  | Dollars and Scents     | Paul Holahan      | Timothy J. Lea                        | 11 grudnia 2015   |
| 53 | 5  | All In                 | Jean de Segonzac  | Bill Chais, Spencer Hudnut            | 18 grudnia 2015   |
| 54 | 6  | The Return of Eddie    | Paul Holahan      | Emmy Grinwis                          | 1 stycznia 2016   |
| 55 | 7  | We Can Be Heroes       | Laura Belsey      | John Paul Roche                       | 8 stycznia 2016   |
| 56 | 8  | Breathing Space        | Oz Scott          | Louisa Hill                           | 15 stycznia 2016  |
| 57 | 9  | Shelter from the Storm | Andy Wolk         | Timothy J. Lea, Karen Campbell        | 15 stycznia 2016  |
| 58 | 10 | Game On                | Kate Woods        | Jeff Pfeiffer                         | 22 stycznia 2016  |
| 59 | 11 | About Face             | David Platt       | Jacob Copithorne                      | 22 stycznia 2016  |
| 60 | 12 | Bad Company            | Jamie Sheridan    | Bill Chais                            | 22 stycznia 2016  |
| 61 | 13 | Paranoid Android       | Matt Earl Beesley | Spencer Hudnut                        | 22 stycznia 2016  |